# Fundacja DKMS (Polska)
Fundacja DKMS – fundacja, niezależna organizacja non-profit, działająca w Polsce od 2008 roku, posiadająca status organizacji pożytku publicznego. Oddział międzynarodowej organizacji DKMS.

## Misja i statutowe cele
Misją Fundacji jest znalezienie dawcy dla każdego pacjenta na świecie potrzebującego przeszczepienia krwiotwórczych komórek macierzystych z krwi lub szpiku kostnego. Fundacja DKMS działa w oparciu o decyzję Ministra Zdrowia i posiada status ośrodka dawców szpiku zgodnie z art. 16a ustawy z dnia 1 lipca 2005 r. o pobieraniu, przechowywaniu i przeszczepianiu komórek, tkanek i narządów.   

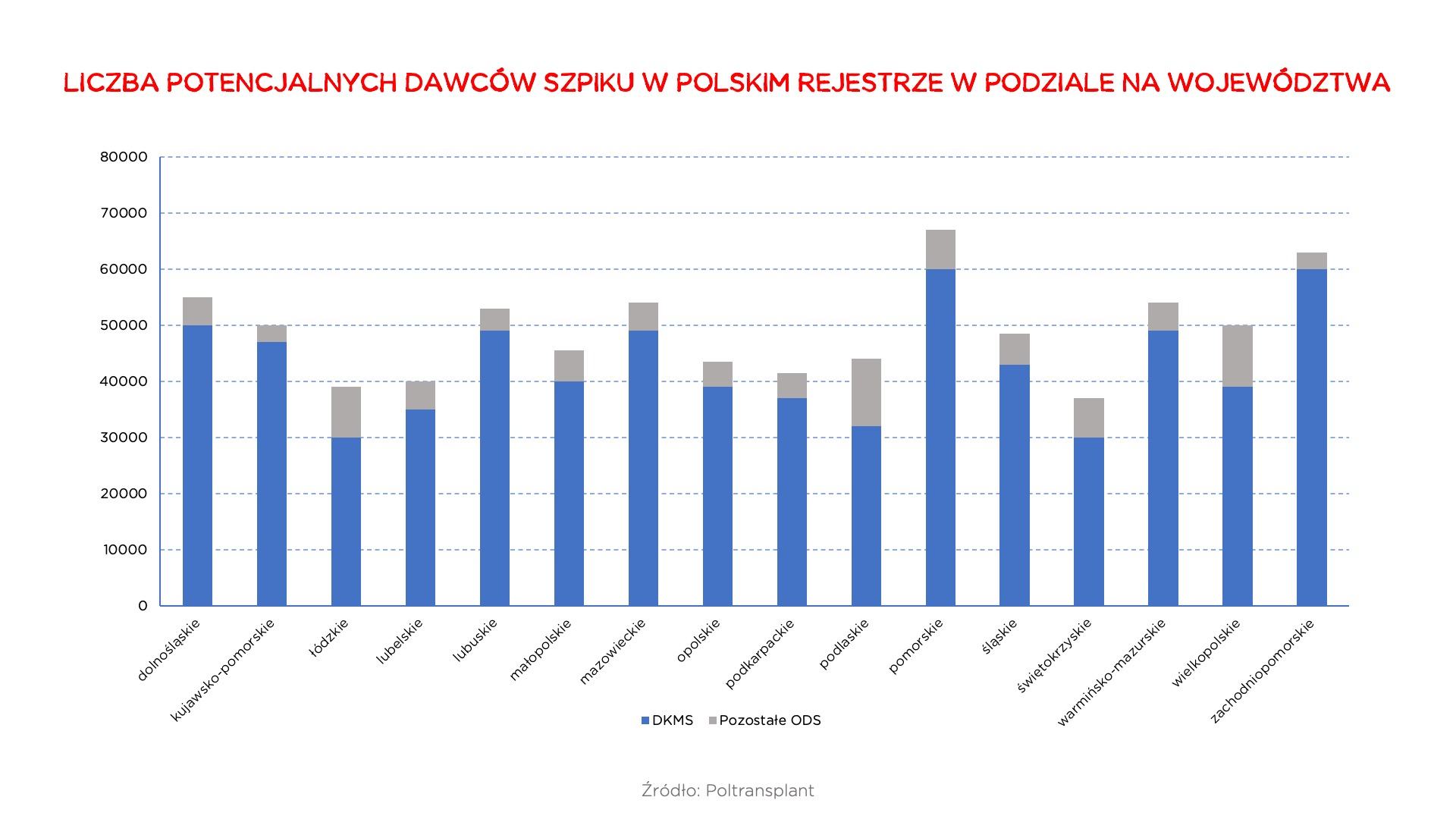

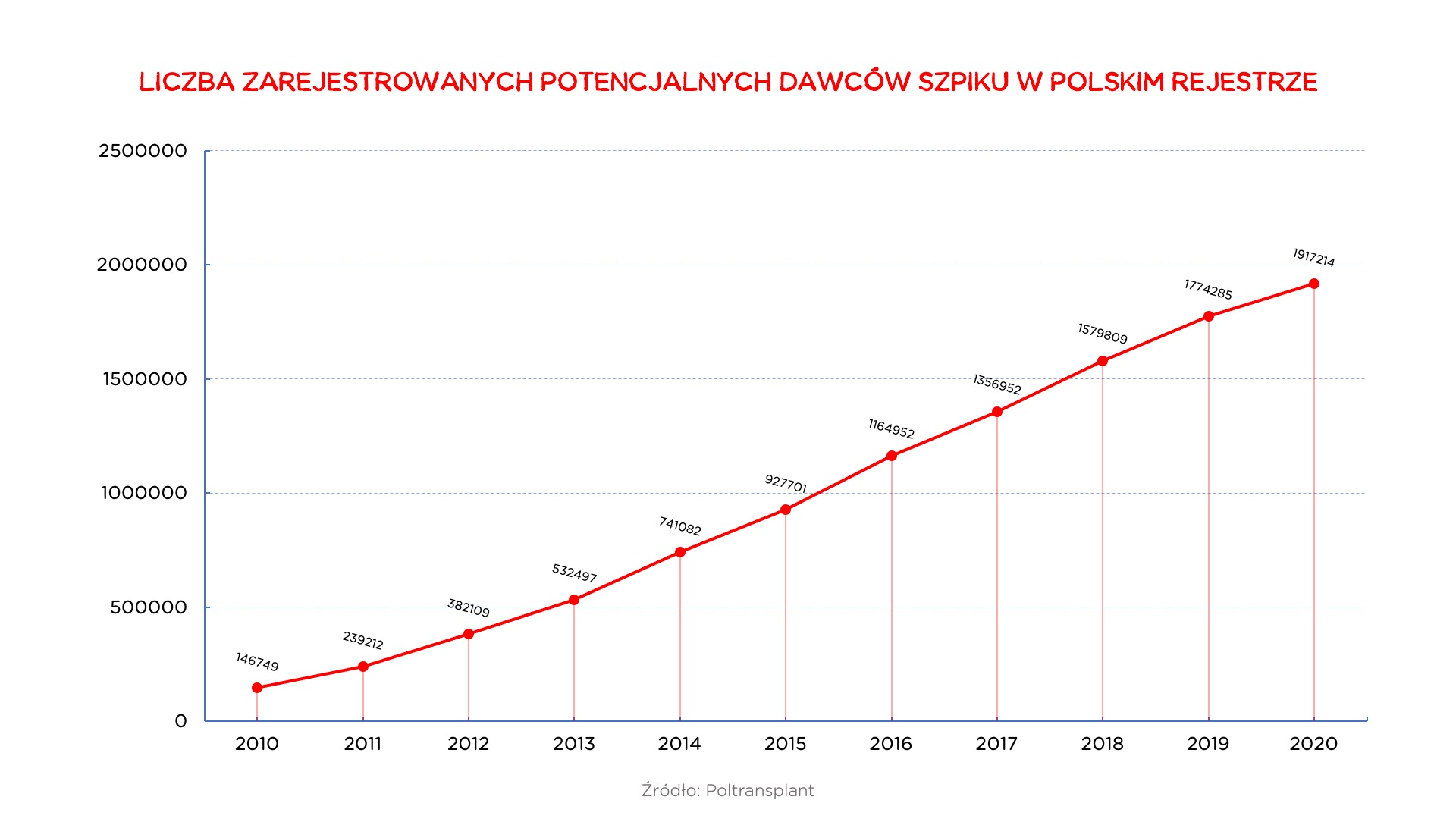
Wzrost liczby zarejestrowanych potencjalnych Dawców szpiku na podstawie Biuletynu Poltransplantu

Statutowym celem fundacji jest działalność na rzecz ochrony zdrowia. Jest on realizowany poprzez następujące działania:
- edukację społeczną w zakresie dobrowolnego dawstwa krwiotwórczych komórek macierzystych;
- pozyskiwanie, badanie i opieka nad potencjalnymi dawcami krwiotwórczych komórek macierzystych oraz opieka nad dawcami szpiku lub krwiotwórczych komórek macierzystych;
- pozyskiwanie środków finansowych na rozbudowę i zarządzanie Ośrodkiem Dawców Szpiku;
- prowadzenie dokumentacji i przekazywanie danych przewidzianych prawem do centralnego rejestru dawców szpiku i krwi pępowinowej Poltransplant;
- zorganizowanie i zarządzanie Ośrodkiem Dawców Szpiku i krwiotwórczych komórek macierzystych krwi obwodowej;
- współpracę z innymi Ośrodkami Dawców Szpiku, ośrodkami transplantacyjnymi i rejestrem dawców szpiku i krwi pępowinowej na terenie Polski i poza jej granicami;
- badania i wspieranie badań w zakresie poszukiwania i dopasowywania niespokrewnionych dawców krwiotwórczych komórek macierzystych;
- badania potrzeb osób chorych na białaczkę i inne schorzenia oraz ich rodzin i lekarzy;
- działalność mającej na celu pozyskiwanie funduszy na działania na rzecz osób chorych na białaczkę i inne schorzenia;
- wspieranie osób chorych na białaczkę i inne schorzenia oraz ich rodzin w zakresie wielospecjalistycznych konsultacji (wsparcie psychoonkologiczne, medyczne, socjalne, dietetyczne, rehabilitacyjne itp.);
- inicjowanie grup wsparcia dla osób chorych na białaczkę i inne schorzenia;
- współpracę oraz wspieranie innych organizacji pozarządowych oraz instytucji działających w podobnym do Fundacji obszarze

## Rejestracja jako potencjalny dawca szpiku
Dawcą może zostać każdy ogólnie zdrowy człowiek pomiędzy 18 a 55 rokiem życia, o wskaźniku masy ciała nie wyższym niż 40 BMI. Rejestracja w Ośrodku Dawców Szpiku Fundacji DKMS może odbyć się jedynie w sytuacji, kiedy nie istnieją przeciwwskazania medyczne określone przez Rozporządzenie Ministra Zdrowia z dnia 12 marca 2010 roku oraz wytyczne określone przez Światową Organizację Dawców Szpiku (WMDA). Lista chorób wykluczających z możliwości rejestracji znajduje się na stronie www.dkms.pl. 
Na polskojęzycznej stronie internetowej fundacji znajduje się informacja, że rejestracja jest darmowa, ale można fundację wesprzeć przekazując darowiznę. Koszt zrekrutowania jednej osoby to 180 złotych.

## Współpraca z innymi organizacjami oraz klinikami pobierającymi
W sezonie 2011/2012, z logiem Fundacji DKMS na koszulkach, występowali piłkarze klubu sportowego Stilon Gorzów.

## Program Rozwoju Polskiej Transplantologii i Wsparcia Pacjentów
Program Rozwoju Polskiej Transplantologii i Wsparcia Pacjentów, został zainicjowany przez Fundację DKMS pod koniec 2018. Jego celem jest pomoc pacjentom od momentu diagnozy, poprzez leczenie i pobyt w szpitalu, aż do całkowitego powrotu do zdrowia. Poprzez współpracę z ośrodkami hematologicznymi i organizacjami pacjentów, Program przyczynia się do poprawy warunków ich leczenia i życia. W ciągu trzech lat istnienia Programu na jego realizację przeznaczono  blisko 15 mln złotych. Program wspiera także rozwój nauki i edukację, poprzez granty naukowe i dofinansowanie niekomercyjnych badań klinicznych.

## Nagrody
- Wyróżnienie w konkursie Sukces Roku 2012 – Liderzy Medycyny w kategorii Lider Roku 2012 w Ochronie Zdrowia- Działalność Charytatywna[8];
- Nagroda internautów w konkursie Kampanie Społeczne 2011 za kampanię Zostań Dawcą zrealizowaną przy współpracy z Fundacją TVN Nie jesteś sam[9]

## Kontrowersje
DKMS Polska był krytykowany za podnoszenie kosztów wykonywanych pobrań od dawców. Fundacji zarzucano, że nie korzysta z punktów pobrań mieszczących się w polskich klinikach, tylko wysyła dawców z Polski do Niemiec celem odbycia procedury, co zwiększało koszty ponoszone przez Narodowy Fundusz Zdrowia.
Posłanka Izabela Kloc w interpelacji do ministra zdrowia nr 14632 z dnia 8 lutego 2010 stwierdziła, iż nazwa DKMS Polska jest jedynie chwytem marketingowym mającym umożliwić wykorzystywanie przez niemiecką prywatną firmę dobrej woli polskich obywateli, którzy kierując się pobudkami patriotycznymi i chęcią wsparcia polskich rejestrów dawców, zgłaszają się na ochotnika do tego rejestru w przekonaniu, że jest to rejestr polski, podczas gdy w rzeczywistości ich dane są umieszczane w filii niemieckiego rejestru dawców DKMS (Deutsche Knochenmarkspenderdatei).